# Всевидящее око (икона)
«Всеви́дящее о́ко Бо́жие» — символико-аллегорическая композиция на слова Священного Писания о неусыпно всевидящем и всеведующем Боге.
С конца XVIII — первой половины XIX веков изображение Всевидящего ока, вписанного в треугольник, появляется в росписях православных храмов. Позднее в русской иконографии, преимущественно среди старообрядцев, встречается икона «Всевидящее око Божие».

## Икона
Данная икона является символико-аллегорической композицией на слова Священного Писания о неусыпно всевидящем и всеведующем Христе. Идея иконы восходит к словам Библии «вот, око Господне над боящимися Его и уповающими на милость Его» (Пс. 32:18).
В основе композиции таких икон лежит повторяющийся мотив круга. В центральном, круге изображается Иисус Христос в иконографическом образе Спас Эммануил с благословляющим жестом. Из этого круга по диагонали исходят 4 луча. На их вершинах находятся 4 маленьких круга, внутри которых находятся аллегорические символы евангелистов (см. тетраморф), реже — изображения самих евангелистов.
В сегментах следующего круга помещены фрагменты человеческого лица — глаза, нос и губы («уста»). Над ним по центральной оси изображена Богоматерь с воздетыми руками (Оранта).
Следующий круг зелёный либо красный, может изображать небо (иногда звёздное). За ним — темно-синий либо красный, в нём по бокам и снизу изображаются серафимы либо ангелы со свитками. Над ним по центральной оси изображается усечённый внизу круг, в котором изображено «Небо небес», в нём написаны серафимы, окружающие Бога Отца (Саваоф) с жестом благословения. От него исходит Святой Дух, спускающийся в виде голубя на голову Богоматери. На иконе встречаются следующие надписи:
- Вокруг красного лика «угль Исаия проявляяй, солнце из Девическия утробы возсия вотме заблудшим благоразумным».
- Вокруг зелёного кольца «величит душа Моя Господа; и возрадовался дух Мой о Боге, Спасе Моем, яко призрел на смирение Рабы Своя» (Лк. 1:46—48).
- Вокруг синего кольца «небо подает царствие Очи Твои на верные земли посюждати их соми херувим славя бога. Небо дает славу богу» (Пс. 49:6).
- Вокруг Саваофа внешнее кольцо с текстом «Свят, Свят, Свят, Господь Саваоф исполнен небо и земля славы твоея» (Ис. 6:3).
- На внутреннем кольце из Рождественской стихиры «слава в Вышних Богу, на земли мир» (Рождественская стихира).

Некоторые современные священнослужители не одобряют использование таких икон. Митрополит Иларион (Алфеев) считает, что подобные иконы «не канонические, не соотносятся ни с одним церковным текстом и перед ними не следует молиться».